# AVERAGE PSYCHO 2
『AVERAGE PSYCHO 2』（アヴェレージ・サイコ・ツー）は、日本のバンドDIR EN GREYのミュージック・ビデオ集である。2015年9月2日発売。発売元はFIREWALL.DIV。

## 概要
- 映像作品のリリースは、前作『Average Sorrow』より5か月ぶりとなる。前作同様、DVDとBlu-rayの2パターン、両者ともスーパージュエルケース仕様でリリースされる。
- 過激すぎる内容により、放送規制がかかってしまったミュージッククリップをオリジナルバージョンで収録した、2005年リリースの映像作品集『AVERAGE PSYCHO』の続編。収録曲は、6thアルバム『THE MARROW OF A BONE』より「Agitated Screams of Maggots」、7thアルバム『UROBOROS』より「VINUSHKA」、2ndミニアルバム『THE UNRAVELING』より「Unraveling」、そして9thアルバム『ARCHE』より「Revelation of Mankind」の、計4曲がオリジナルバージョンで収録される。[3]
- また、上記の他には、過去のライヴにて「蜜と唾」「THE BLOSSOMING BEELZEBUB」演奏中に、バックに流された映像が収録されるほか、ボーナス映像としてメンバーインタビュー、そして『AVERAGE PSYCHO』のダイジェスト版も収められる。[3]
- 作品のパッケージは、DIR EN GREYの過去作品も手がけてきたアートディレクター、依田耕治が「社会に対して表現の自由を問う」をテーマに制作を手掛けた。[3]

## 収録曲

### Music  Clip
1. Agitated Screams of Maggots
2. VINUSHKA
3. Unraveling
4. Revelation of Mankind

### Live Screen Video
1. 蜜と唾 (Live Screen Ver.)
2. THE BLOSSOMING BEELZEBUB (Live Screen Ver.)

### Bonus Footage
1. Interview
2. AVERAGE PSYCHO Trailer

1. ↑  “AVERAGE PSYCHO 2(DVD)”.   Oricon. 2015年9月11日閲覧。
2. ↑  “AVERAGE PSYCHO 2(Blu-ray)”.   Oricon. 2015年9月11日閲覧。
3. 1 2 3  “DIR EN GREY、過激映像も収めたクリップ集『AVERAGE PSYCHO 2』の詳細発表”. ro69. (2015年7月31日) 2015年8月1日閲覧。